# Pierre Alexandre Victor Barbier
Pour les articles homonymes, voir Barbier.
Pierre Alexandre Victor Barbier (14 mai 1800 - 6 février 1874), est un homme politique français.

## Biographie
Directeur général des contributions indirectes de 1861 à 1869, il est nommé sénateur du Second Empire le 18 mars 1869.

## Sources
- « Pierre Alexandre Victor Barbier », dans Adolphe Robert et Gaston Cougny, Dictionnaire des parlementaires français, Edgar Bourloton, 1889-1891 [détail de l’édition]
- Ressources relatives à la vie publique :   - base Léonore
  - Sénat